# Baby Ray (cráter)

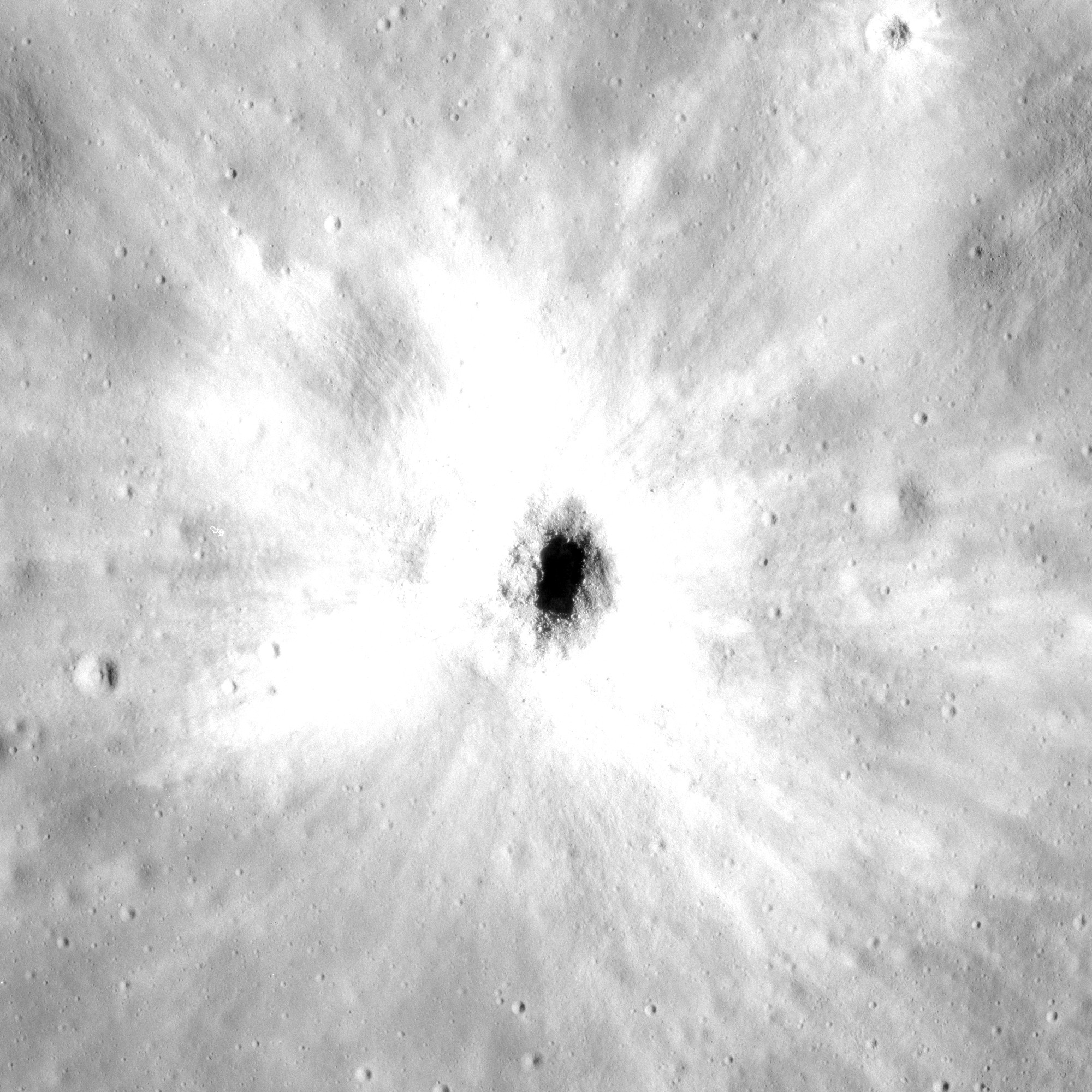
Imagen tomada desde el Apolo 16. Baby Ray aparece arriba a la derecha, al noreste de South Ray.

Baby Ray es un minúsculo cráter lunar situado en las Tierras Altas de Descartes, fotografiado desde la superficie del satélite por los astronautas del Apolo 16. El nombre del cráter fue adoptado formalmente por la Unión Astronómica Internacional en 1973.
|  |

El módulo lunar Orion del Apolo 16 aterrizó entre los cráteres North Ray y South Ray el 21 de abril de 1972. Los astronautas John Young y Charles M. Duke exploraron el área entre los cráteres en el transcurso de tres EVAs utilizando un Lunar Roving Vehicle o rover. Se acercaron a South Ray en la EVA 2, en la Estación 4 (ubicada en el cráter Cinco), a unos 3,9 km al sur del lugar de aterrizaje, para lo que pasaron a algo menos de 1 km al este de Baby Ray.
El cráter Baby Ray tiene aproximadamente 170 m de diámetro, con un brillante de sistema de marcas radiales de materiales eyectados.
Baby Ray pertenece a la Formación Cayley, del Período Ímbrico, aunque el cráter en sí es mucho más reciente (del Período Copernicano).

## Denominación

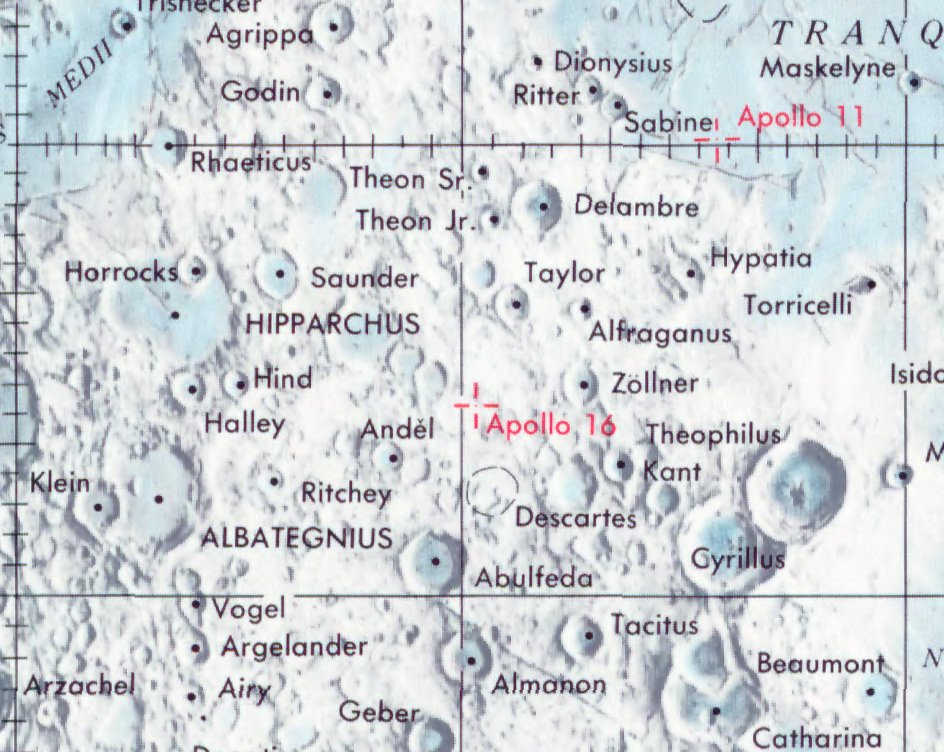
Localización del punto de aterrizaje del Apolo 16

El nombre de Baby Ray hace alusión a los rayos de su sistema de marcas radiales; a su pequeño tamaño; y a su situación en las inmediaciones de South Ray, del que parece una copia en miniatura. Tiene su origen en las denominaciones topográficas utilizadas en la hoja a escala 1/50.000 del Lunar Topophotomap con la referencia "78D2S1 Apollo 16 Landing Area".